# Velká Stráž
Velká Stráž (272 m n. m.) je vrch v okrese Kolín Středočeského kraje. Leží asi 1 km severozápadně od obce Vrbčany na jejím katastrálních území.

## Geomorfologické zařazení
Geomorfologicky vrch náleží do celku Středolabská tabule, podcelku Českobrodská tabule a okrsku Kouřimská tabule.

## Přístup
Velká i Malá Stráž jsou snadno přístupné z Vrbčan. Mezi oběma vrchy také vede silnice, která se poté větví na směry Chotutice a silnice I/12. Vrbčany prochází zelená turistická značka, která poté uhýbá na severovýchod do údolí Výrovky.